# Momcsilló Tapavicza
Momcsilló Tapavicza (serb. Момчило Тапавица, Momčilo Tapavica; ur. 14 października 1872 w Nadalju, zm. 10 stycznia 1949 w Puli) – węgierski tenisista, ciężarowiec i zapaśnik narodowości serbskiej, uczestnik igrzysk olimpijskich w 1896 roku w Atenach.

## Życiorys
Żył na terenie dzisiejszej Wojwodiny, która była wtedy częścią Królestwa Węgier. Ukończył gimnazjum w Nowym Sadzie, w 1891 podjął studia architektoniczne i inżynieryjne w Budapeszcie.
Został wybrany do reprezentowania Węgier na igrzyskach olimpijskich w Atenach w 1896 roku. Tapavicza zdobył brązowy medal w tenisowym turnieju gry pojedynczej. W pierwszej rundzie pokonał Greka Dimitrisa Frangopulosa, a w ćwierćfinale miał wolny los. W półfinale przegrał z Dimitriosem Kasdaglisem i bez meczu o trzecie miejsce zdobył brązowy medal ex aequo z Grekiem Konstandinosem Paspatisem. W turnieju deblowym nie startował.
W konkurencji podnoszenia ciężarów oburącz zajął ostatnie miejsce na sześciu startujących, podnosząc 80 kilogramów.
W podnoszeniu ciężarów oburącz odniósł kontuzję, przez co zrezygnował z podnoszenia jednorącz i konkurencji lekkoatletycznych. W zapasach Tapavicza, walczący z bandażem na prawej ręce przegrał w pierwszej rundzie ze Stefanosem Christopulosem. Walka była bardzo wyrównana, ale Węgier pierwszy uległ zmęczeniu i poddał się. Tapavicza zajął ostatecznie czwarte miejsce ex aequo z Launcestonem Elliotem.
Po igrzyskach zajmował się projektowaniem budynków, m.in. w Nowym Sadzie, w Cetynii, Hercegu Novim. Po wybuchu I wojny światowej wyemigrował wpierw do Austro-Węgier, następnie wyjechał do Rzymu i Lozanny by w końcu znaleźć się w Maroku. Wstąpił tam do Legii Cudzoziemskiej i zaprzyjaźnił się z Francisco Franco, późniejszym autorytarnym władcą Hiszpanii.
Po wojnie wrócił do Nowego Sadu, prowadził tam własną firmę architektoniczną. W 1948 roku przeniósł się do miasteczka Poreč; Tapavicza przyczynił się do częściowej odbudowy tego miejsca, które ucierpiało wskutek działań wojennych. Zmarł na początku 1949 roku w Puli.